# Dhimitër Beratti
Dhimitër Beratti o Berati (15 d'octubre de 1886 – 8 de setembre de 1970) va ser un polític i periodista albanès, signant de la Declaració d'Independència d'Albània i secretari de la delegació albanesa a la Conferència de Pau de París de 1919.

## Biografia
Nascut a Korçë el 15 d'octubre de 1888, els seus pares eren originaris de Berat. Va estudiar dret i ciències polítiques a la Universitat de Bucarest. L'any 1905 va tornar a la seva ciutat natal, on va treballar a la primera escola albanesa que s'hi va establir. El 1908 va ser un dels membres fundadors de l'associació Dituria ("Coneixement") de Korçë.
El 1909 va participar com a apuntador a l'obra teatral Besa, una de les primeres d'Albània. Aquell mateix any va participar al Congrés d'Elbasan (relacionat amb l’educació en albanès) i un any més tard al Segon Congrés de Monastir.
Va participar a la reunió a l’Hotel Continental de Bucarest i va signar l’Acta de la Declaració d’Independència d’Albània el 28 de novembre de 1912 com a D. Beratti i en nom de la colònia albanesa de Bucarest. Beratti va ser elegit director general del diari Përlindja e Shqipëniës. Va participar en la delegació albanesa a Londres el 1913, tot seguint amb la Conferència d'Ambaixadors. Més tard, aquell mateix any, va ser elegit director general dels hospitals d’Albània. Va participar com a secretari de la delegació albanesa a la Conferència de Pau de París de 1919, on va romandre fins al 1921. Durant aquest període va publicar dos llibres: Albania and the Albanians (París, 1920) i La question Albanaise (París, 1920).
L’any 1923 va ser novament contractat pel Ministeri d’Afers Exteriors d’Albània, assignat a la Comissió Internacional de Fronteres. Beratti va ser elegit cònsol general d’Albània a Sofia, al Regne de Bulgària, el 1924, i va tornar a Albània el 1926, on va treballar com a secretari al Ministeri d’Afers Exteriors. El 1935 va ser elegit ministre d’Economia Nacional. El 1936 va ser enviat com a ministre albanès a Roma, Itàlia. El 3 de desembre de 1941, va ser elegit secretari al Ministeri de Cultura Popular del govern proitalià de Mustafa Merlika-Kruja. Després de la caiguda del govern de Rexhep Mitrovica, va abandonar Albània i es va establir a Roma, on va viure la resta de la seva vida. Va morir a Roma el 6 de setembre de 1970, possiblement en un accident de trànsit.